# Alcis admissaria
Alcis admissaria là một loài bướm đêm trong họ Geometridae.

## Hình ảnh

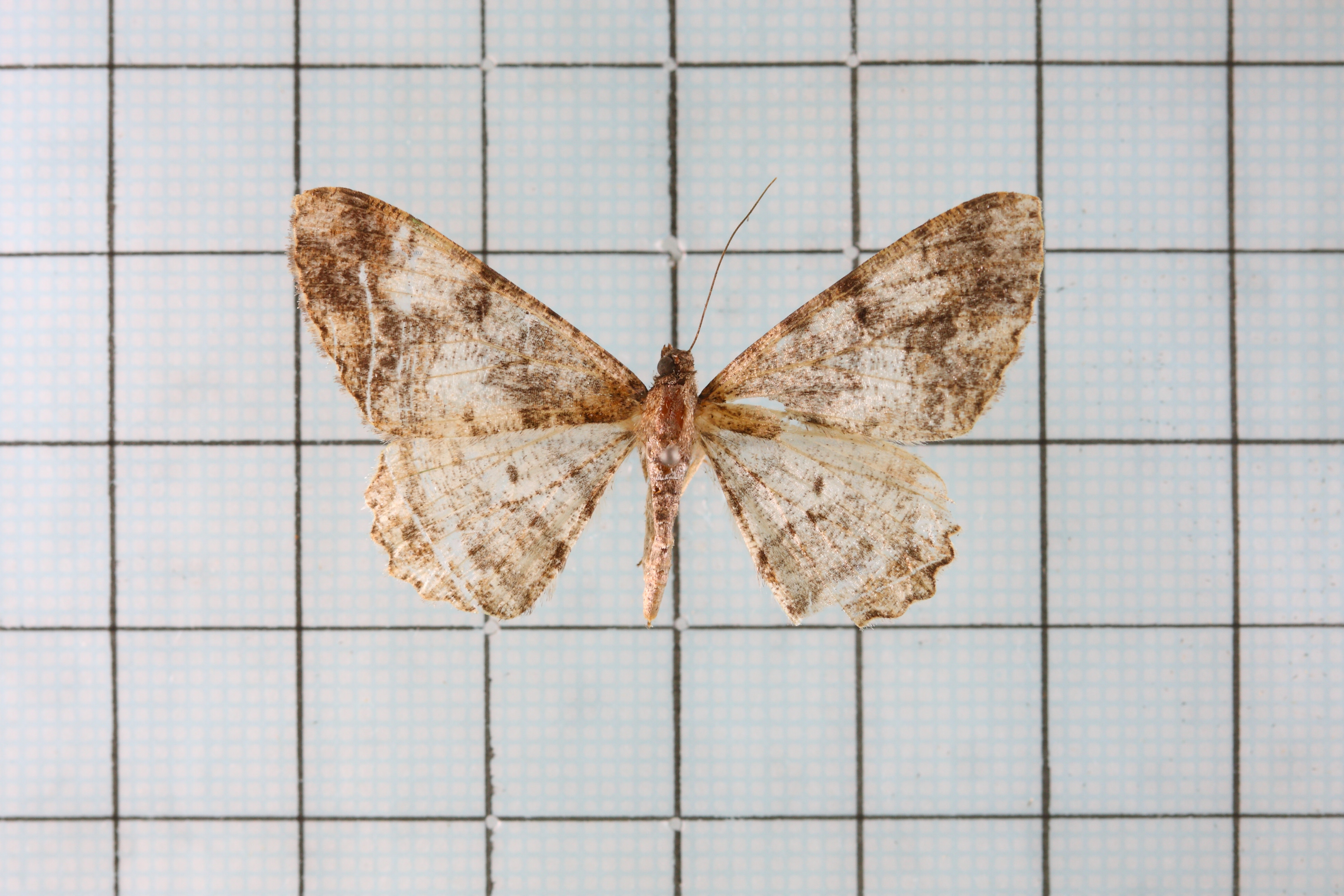